# Siekierki (Siemiatycze)
Pour les articles homonymes, voir Siekierki.
Siekierki est un village de Pologne, situé dans la gmina de Drohiczyn, dans le Powiat de Siemiatycze, dans la Voïvodie de Podlachie à l'est de la Pologne.